# Hemerodromia chillcotti
Hemerodromia chillcotti är en tvåvingeart som beskrevs av Harper 1974. Hemerodromia chillcotti ingår i släktet Hemerodromia och familjen dansflugor.
Artens utbredningsområde är Québec. Inga underarter finns listade i Catalogue of Life.